# Satigsun Island
Satigsun Island är en ö i Kanada.   Den ligger i territoriet Nunavut, i den östra delen av landet, 2 600 km norr om huvudstaden Ottawa. Arean är 4,6 kvadratkilometer.
Terrängen på Satigsun Island är lite kuperad. Öns högsta punkt är 203 meter över havet. Den sträcker sig 2,6 kilometer i nord-sydlig riktning, och 3,2 kilometer i öst-västlig riktning.